# Vitanje
Vitanje (in tedesco Weitenstein) è un comune di 2 372 abitanti della Slovenia settentrionale.